# Torneo di Wimbledon 2011 - Doppio maschile per invito senior
Pat Cash e Mark Woodforde erano i detentori del titolo e hanno battuto in finale Jeremy Bates e Anders Järryd con il punteggio di 6–3, 5–7, [10–5].

## Tabellone

### Legenda
| - Q = Qualificato - WC = Wild card - LL = Lucky loser | - ALT = Alternate - SE = Special Exempt - PR = Protected Ranking | - w/o = Walkover - r = Ritirato - d = Squalificato |

### Finale
|  | Finale                     |                            |   |   |      |  |
|  |                            |                            |   |   |      |  |
|  | Pat Cash Mark Woodforde    | Pat Cash Mark Woodforde    | 6 | 5 | [10] |  |
|  | Jeremy Bates Anders Järryd | Jeremy Bates Anders Järryd | 3 | 7 | [5]  |  |

### Gruppo A
|  |                               | Bahrami Castle   | Cash Woodforde   | Curren Kriek     | Cahill Pernfors | RR W–L | Set W–L | Game W–L | Posizione |
|  | Mansour Bahrami Andrew Castle |                  | 3–6, 5–7         | 6–4, 3–6, [6–10] | walkover        | 1–2    | 1–4     | 17–24    | 3         |
|  | Pat Cash Mark Woodforde       | 6–3, 7–5         |                  | 4–6, 6–3, [10–5] | 2–1 rit.        | 3–0    | 5–1     | 26–18    | 1         |
|  | Kevin Curren Johan Kriek      | 4–6, 6–3, [10–6] | 6–4, 3–6, [5–10] |                  | walkover        | 2–1    | 3–3     | 20–20    | 2         |
|  | Darren Cahill Mikael Pernfors | walkover         | 1–2 rit.         | walkover         |                 | 0–3    | 0–1     | 1–2      | 4         |

La classifica viene stilata in base ai seguenti criteri: 1) Numero di vittorie; 2) Numero di partite giocate; 3) Scontri diretti (in caso di due giocatori pari merito ); 4) Percentuale di set vinti o di games vinti (in caso di tre giocatori pari merito ); 5) Decisione della commissione.

### Gruppo B
|  |                                | Amritraj Fitzgerald    | Bates Järryd | Fleming Gilbert        | McNamara McNamee    | RR W–L | Set W–L | Game W–L | Posizione |
|  | Vijay Amritraj John Fitzgerald |                        | 2–6, 2–6     | 7–6(5), 6(4)–7, [10–8] | 6–2, 6–2            | 2–1    | 4–3     | 30–29    | 2         |
|  | Jeremy Bates Anders Järryd     | 6–2, 6–2               |              | 6–4, 6–3               | 6–2, 6–4            | 3–0    | 6–0     | 36–17    | 1         |
|  | Peter Fleming Brad Gilbert     | 6(5)–7, 7–6(4), [8–10] | 4–6, 3–6     |                        | 6–3, 6(2)–7, [9–11] | 0–3    | 2–6     | 32–37    | 4         |
|  | Peter McNamara Paul McNamee    | 2–6, 2–6               | 2–6, 4–6     | 3–6, 7–6(2), [11–9]    |                     | 1–2    | 2–5     | 21–36    | 3         |

La classifica viene stilata in base ai seguenti criteri: 1) Numero di vittorie; 2) Numero di partite giocate; 3) Scontri diretti (in caso di due giocatori pari merito ); 4) Percentuale di set vinti o di games vinti (in caso di tre giocatori pari merito ); 5) Decisione della commissione.